# Copidognathus biodomus
Copidognathus biodomus is een mijtensoort uit de familie van de Halacaridae. De wetenschappelijke naam van de soort is voor het eerst geldig gepubliceerd in 1997 door Bartsch.